# Абдвали, Саид
Саид Абдвали (перс. سعيد عبدولى‎, 4 ноября 1989) — иранский борец греко-римского стиля, чемпион и призёр чемпионатов мира.

## Биография
Родился в Эндимешке. В 2009 году завоевал бронзовую медаль чемпионата Азии. В 2010 году стал победителем Азиатских игр. В 2011 стал чемпионом мира. В 2012 году принял участие в Олимпийских играх в Лондоне, но занял там лишь 10-е место. В 2014 году завоевал бронзовые медали чемпионата Азии и Азиатских игр.
На предолимпийском чемпионате мира 2019 года, который проходил в столице Казахстана, в весовой категории до 82 кг завоевал бронзовую медаль уступив в полуфинале борцу из Азербайджана Рафику Гусейнову.